# Lista comunelor din Sétif

Harta Algeriei cu provincia Sétif evidențiată

Din provincia Sétif fac parte următoarele comune:
- Aïn Abessa
- Aïn Arnat
- Aïn Azel
- Aïn El Kebira
- Aïn Lahdjar
- Aïn Legraj
- Aïn Oulmene
- Aïn Roua
- Aïn Sebt
- Aït Naoual Mezada
- Aït Tizi
- Amoucha
- Babor
- Bazer Sakhra
- Beidha Bordj
- Belaa
- Beni Aziz
- Beni Chebana
- Beni Fouda
- Beni Hocine
- Beni Ourtilane
- Bir El Arch
- Bir Haddada
- Bouandas
- Bougaa
- Bousselam
- Boutaleb
- Dehamcha
- Djemila
- Draa Kebila
- El Eulma
- El Ouldja
- El Ouricia
- Guellal
- Guelta Zerka
- Guenzet
- Guidjel
- Hamma
- Hammam Guergour
- Harbil
- Ksar El Abtal
- Maaouia
- Maoklane
- Mezloug
- Oued El Barad
- Ouled Addouane
- Ouled Sabor
- Ouled Si Ahmed
- Ouled Tebben
- Rasfa
- Salah Bey
- Serdj El Ghoul
- Sétif
- Tachouda
- Talaifacene
- Taya
- Tella
- Tizi N'Bechar